# Republic P-47 Thunderbolt
Republic P-47 Thunderbolt (Gromska strela) je bilo ameriško lovsko letalo 2. svetovne vojne. Bil je eno od največjih in najtežjih enomotornih lovskih letal z batnim motorjem v zgodovini, polno naloženo je tehtalo skoraj osem ton. Kot lovski bombnik je lahko v napad ponesel 2x po pet 5" nevodenih raket (127 mm) ali 1.200 kg bomb. Na dolge polete je letalo lahko nosilo približno polovico bombnega tovora "leteče trdnjave" Boeing B-17 (pri čemer je imel B-17 znatno večji dolet). P-47 je bil zasnovan okoli takrat najzmogljivejšega Pratt & Whitney R-2800 Double Wasp zvezdastega zračno hlajenega motorja z 2.000 KM (pozneje tudi več). Pred  P-51 Mustangom je bil P-47 spremljevalni lovec ameriških bombnikov na kratke in srednje razdalje in za boje na večjih višinah, po uvedbi Mustangov pa so mu namenili vlogo lovskega bombnika. Zaradi trpežnosti, trdoživosti, velike ognjene moči, nosilnosti in hitrosti se je pokazal kot izrazito primernega tudi za jurišnika za napade na cilje na tleh, tako na evropskem kot na pacifiškem bojišču 2. SV. Takrat je bila navada, da ko je lovski bombnik odvrgel bombe, postal jurišnik za napade na tleh ali morju. V ta namen so imela letala strojnice, topove in/ali podkrilne nevodene rakete. Ta vloga je bila P-47 pisana na kožo - v njej je blestel.  
Poleg North American P-51 Mustanga, Vought F4U Corsairja ter Grumman F6F Hellcat, z zadnjima dvema si je delil enak motor, je bil eno glavnih lovskih letal Vojnega letalstva kopenske vojske ZDA (USAAF). V uporabi je bil tudi pri ostalih zaveznikih (na primer Britaniji, Sovjetski zvezi in Franciji), med vojno in zlasti po njej pa tudi še v številnih manjših letalstvih, ki so ga prejela kot pomoč.
Jugoslovansko vojno letalstvo je imeli v uporabi 150 letal F-47D med leti 1951 in 1961.
Oklopljena pilotova kabina je bila prostorna, udobna za pilota in je, po uvedbi kapljičastega pokrova v verziji D, tudi nudila odlično vidljivost. Njegovo ime danes nosi sodobno jurišno letalo Fairchild Republic A-10 Thunderbolt II. Med piloti je zaradi zavaljene oblike trupa v obliki vrčka za pivo dobil vzdevek "Jug" (vrček).

## Glavne različice
V izdelavi so bile naslednje glavne različice:
- P-47C, pri kateri so odpravili večino začetnih težav in je bila v operativni rabi v večjem številu (600+).
- P-47D, najštevilčneje izdelana, preko 12.000 primerkov. Pred vpeljavo kapljičastega pokrova kabine je imela ta klasičen pokrov kabine (Bird cage) in podaljšano hrbtišče (Razorback).
- P-47M, ne prav številčna serija (100+), v katero so vgradili sicer manj trpežen, toda močno modificiran motor, s katerim je ta različica postala eno najhitrejših propelerskih letal v zgodovini. Uporabili so jo za lov na nemške leteče bombe V-1 in reaktivne lovce Me-262.
- P-47N, zadnja različica v proizvodnji. Čeprav so letalo proti koncu vojne umikali iz lovske rabe, je bila različica N zasnovana za vlogo spremljevalca bombnikom B-29 v napadih na Japonsko. Od ostalih različic se loči po podaljšanih krilih (kamor so shranili dodatno količino goriva), z bolj oglatim zaključkom in daljšim ter podaljšanim smernim stabilizatorjem, s katerim so spet povečali zmanjšano smerno stabilnost po vpeljavi kapljičastega pokrova kabine in odstranitvi prejšnjega hrbta v različici Razorback.

## Specifikacije (P-47D Thunderbolt)
Pogon: propelersko letalo

Dolžina: 11 m

Razpon kril: 12,42 m

Višina: 4,47 m

Površina kril: 27,87 m²

Prazna teža: 4.535 kg

Polna teža: 6.032 kg

Največja vzletna teža: 7.938 kg

Motor: Pratt & Whitney R-2800 Double Wasp

Tip motorja: 18-valjni zvezdasti zračno hlajen motor

Moč motorja: 2.535 KM (1.890 kW)

Najvišja hitrost: 697 km/h (na višini 9.145 m)

Dolet: 1.290 km (z bojnim tovorom) / 2.900 km (prelet)

Najvišja višina: 13.100 m

Hitrost vzpenjanja: 15,9 m/s

Oborožitev:
- 8 × .50" (12,7 mm) M2 Browning strojnice s skupaj 3.400 naboji
- 2 × nosilca za do 1.134 kg bomb
- 10 × 5" (127 mm) nevodenih raket